# 20. prosinca
20. prosinca (20. 12.) 354. je dan godine po gregorijanskom kalendaru (355. u prijestupnoj godini).
Do kraja godine ima još 11 dana.

## Događaji
- 1582. – U Francuskoj prihvaćen Gregorijanski kalendar.
- 1857. – Odlukom cara Franje Josipa I. započela je izgradnja ulice Bečki Ring, s namjerom planskog širenja grada na mjestu starih utvrda i gradskih zidina.
- 1860. – Južna Karolina, kao prva od 11 država koje će 1861. formirati Konfederaciju Američkih Država, odcijepila se od SAD-a.
- 1902. – Marie Curie-Sklodowska prvi je put izdvojila radijev klorid iz uranova oksida.
- 1945. – Karl Renner izabran za prvog predsjednika austrijske Druge republike.
- 1970. – Poljski šef KP-a Wladislaw Gomulka odstupio je s dužnosti nakon krvavih nemira. Usljedile su daljnje promjene u partijskom i državnom vrhu.
- 1973. – U Madridu je ubijen španjolski premijer Louis Carrero Blanco.
- 1991. – Predsjednik Vlade SFRJ Ante Marković podnio ostavku.
- 1993. – Humanitarni Bijeli put za Novu Bilu i Bosnu Srebrenu dopremio pomoć i tako probio osmomjesečnu potpunu izoliranost Hrvata Lašvanske doline opkoljenih muslimanskom Armijom BiH.
- 1998. – U Houstonu rođene prve osmorke za koje se zna da su preživjele porod.
- 2002. – Hrvatsku skijašicu Janica Kostelić Udruženje športskih novinara proglašava najboljom europskom športašicom.
- 2020. – Hrvatska ženska rukometna reprezentacija osvojila treće mjesto na Europskom rukometnom prvenstvu u Danskoj pobijedivši Dansku rezultatom 25:19.
- 2024. – Napad u Osnovnoj školi Prečko u Zagrebu.

| - 1676. – Leonardo Portomauricijski, talijanski svetac († 1751.) - 1834. – Baltazar Bogišić, hrvatski znanstvenik († 1908.) - 1876. – Walter Sydney Adams, američki astronom († 1956.) - 1884. – Eduard Miloslavić, hrvatski znanstvenik († 1952.) - 1889. – Božidar Širola, hrvatski skladatelj i etnomuzikolog († 1956.) - 1915. – Ilija Džuvalekovski, makedonski glumac († 2004.) - 1934. – Dalibor Cvitan, hrvatski književnik i književni kritičar († 1993.) - 1937. – Željko Brkanović, hrvatski skladatelj, dirigent, pijanist i glazbeni pedagog († 2018.) - 1938. – Aleksandar Kozlina, hrvatski nogometaš - 1939. – Kathryn Joosten, američka glumica - 1970. – Todd Phillips, američki redatelj i producent - 1978. – Jacqueline Saburido, venecuelanska aktivistica protiv vožnje u alkoholiziranom stanju - 1983. – Ognjen Vukojević, hrvatski nogometaš - 1998. – Kylian Mbappé, francuski nogometaš | - 217. – Zefirin – papa - 1875. – Vjekoslav Babukić, hrvatski jezikoslovac (* 1812.) - 1908. – Ivan Kronštatski, ruski svetac (* 1829.) - 1944. – Abaz II. Hilmi, treći egipatski kediv (* 1874.) - 1968. – John Steinbeck, američki pisac - 1972. – Günter Eich, njemački pisac - 1973. – Louis Carrero Blanco, španjolski premijer koji je ubijen u Madridu. - 1982. – Arthur Rubinstein, američki pijanist poljskog porijekla (* 1887.) - 1992. – Albert King, gitarist - 1996. – Carl Sagan, američki astronom, astrobiolog, iznimno uspješan popularizator znanosti i pionir egzobiologije (* 1934.) - 1998. – Alan Lloyd Hodgkin, britanski fiziolog i nobelovac (* 1914.) - 2021. – Goran Sobin, hrvatski košarkaš (* 1963.) |